# Ludmiła Kasatkina
Ludmiła Iwanowna Kasatkina (ros. Людмила Ивановна Касаткина, ur. 15 maja 1925 w małej wsi w okolicach Wiaźmy, zm. 22 lutego 2012 w Moskwie) – rosyjska aktorka.
Po ukończeniu w 1947 r. Państwowego Instytutu Sztuki Teatralnej została przyjęta do Zespołu Teatralnego Armii Radzieckiej.
W filmie zadebiutowała w 1954 roku. W 1974 r. otrzymała nagrodę za pierwszoplanową rolę na FPFF za kreację w  filmie Zapamiętaj imię swoje.

## Filmografia
- 2001: Jady, ili wsiemirnaja istorija otrawlenij
- 1999: Sud'ja w łowuszkie
- 1992: Makler
- 1982: Matka Maria jako matka Maria
- 1982: Princessa cyrka jako matka Toni
- 1974: Pomni imia swojo (Zapamiętaj imię swoje) jako Zina Worob'jowa
- 1972: Grossmiejstier
- 1967: Opieracyja «Triest»
- 1961: Ukroszczenije stroptiwoj jako Katarina
- 1960: Chleb i rozy jako Liza
- 1960: Miest'
- 1959: Tri rasskaza Czechowa jako żona
- 1958: Po tu storonu jako Waria
- 1956: Miedowyj miesiac
- 1954: Ukrotitielnica tigrow (Pogromczyni tygrysów)

## Nagrody
- Nagroda na FPFF w Gdyni Najlepsza pierwszoplanowa rola kobieca: 1974: Zapamiętaj imię swoje